# Westworld (Band)
Westworld war eine britische Pop-Rock-/Rockabilly-Band der späten 1980er Jahre, die vor allem durch ihre 1987 in den Top 20 des Vereinigten Königreichs veröffentlichte Hitsingle „Sonic Boom Boy“ bekannt wurde.

## Geschichte
Benannt nach dem Science-Fiction-Film Westworld, wurde die Band 1986 vom ehemaligen Generation-X-Gitarristen Bob „Derwood“ Andrews und der amerikanischen Sängerin Elizabeth Westwood gegründet. Die Besetzung wurde durch Schlagzeuger Nick Burton vervollständigt. Vor der Aufnahme und Veröffentlichung ihres dritten und letzten Albums verließ Burton die Band und wurde durch Gary „Gaz“ Young und Tracey „T.J.“ O’Conner ersetzt.
Optisch erinnerte die Band an Comic-Kunst und musikalisch war sie eine Mischung aus klassischem Rock ’n’ Roll, Glamour und Punk der 1950er Jahre, aktualisiert mit Beatboxen und Sequenzer. Sie hatten einen frühen Erfolg mit ihrer Debütsingle „Sonic Boom Boy“, die im Februar 1987 Platz 11 der britischen Single-Charts erreichte. Westworld hatten einen weiteren Top-40-Hit, „Ba-Na-Na-Bam-Boo“, der im Mai desselben Jahres Platz 37 erreichte. Sie veröffentlichten drei Alben, bevor sie 1992 in die Wüste von Arizona in den USA zogen, um die Band Moondogg zu gründen.
Westworlds Titel „Ba-Na-Na-Bam-Boo“ erschien im Soundtrack des Films Ein Ticket für Zwei von 1987; während ein anderer ihrer Songs, „So Long Cowboy“, im Soundtrack des Films Gefährliche Brandung von 1991 enthalten war.

## Diskografie
Alben
- 1987 Where the Action Is / Rockulator (RCA Records)
- 1988 Beatbox Rock 'N' Roll (RCA Records)
- 1991 Movers and Shakers (MCA Records)

Kompilationen
- 1997 Beatbox Rock 'N' Roll
- 2018 Sick Cool

Singles
- 1987 Sonic Boom Boy
- 1987 Ba-Na-Na-Bam-Boo
- 1987 Where the Action Is
- 1987 Silvermac
- 1988 Everything Good Is Bad
- 1989 Dance On
- 1991 Do No Wrong
- 1992 Lipsyncher